# Mahamud
Mahamud es un municipio y  villa española de la provincia de Burgos, en la comunidad autónoma de Castilla y León, situado en el Partido Judicial de Lerma y en la comarca del Arlanza. Cuenta con una población de 105 habitantes (INE 2024).
La localidad se encuentra situada a una altitud de 831 m s. n. m. y a una distancia de 39,6 km de la capital de provincia, Burgos.

## Geografía
Mahamud se encuentra ubicado a 42 km de la capital de la Provincia; los pueblos más cercanos son los de Revenga, Presencio, Ciadoncha, Santa María del Campo y Villahoz. Su patrón es el Arcángel San Miguel.
Esta villa de Mahamud se identifica con el color de la tierra de la que recibe sus materiales de construcción. En su abigarrado caserío la piedra escasea, aunque no falta la caliza de los páramos blanca, gris clara, compacta y susceptible de adquirir pulimento, utilizada en la monumental iglesia parroquial. Pero por lo general en las viviendas entra el ladrillo y el adobe –piezas de barro amasado a veces con paja– encalado en el exterior de las casas y, en su desnudez en los tapiales de huertos y corralizas recorridos por bardas.
Como sucede con la vecina Santa María del Campo, Mahamud es lugar de abundantes mieses. Algunas huertas y viñas, ofrecen la alegría del matiz verde y fresco, en contraste con los tonos amarillos de los rastrojos y el rojo apagado de las barbecheras. A lo lejos, hacia Oriente, se ven las azules estribaciones de la sierra de la Demanda, la Concha de Pineda, la Peña de Carazo y las Mamblas de Covarrubias, dando el oscuro tono de contraste a la luminosa llanura de estas tierras de pan llevar.
Hoy en día, (2008) Mahamud es un término poco poblado que cuenta con 151 habitantes, últimos datos del censo de aquel año. Su casco urbano se instala en un llano, con cielo muy despejado y clima saludable, a 829 metros de altitud sobre el nivel del mar; limita al norte con Presencio, al este con Villaverde del Monte, al sur con Villahoz, al oeste con Santa María del Campo y al noroeste con Ciadoncha.

## Economía

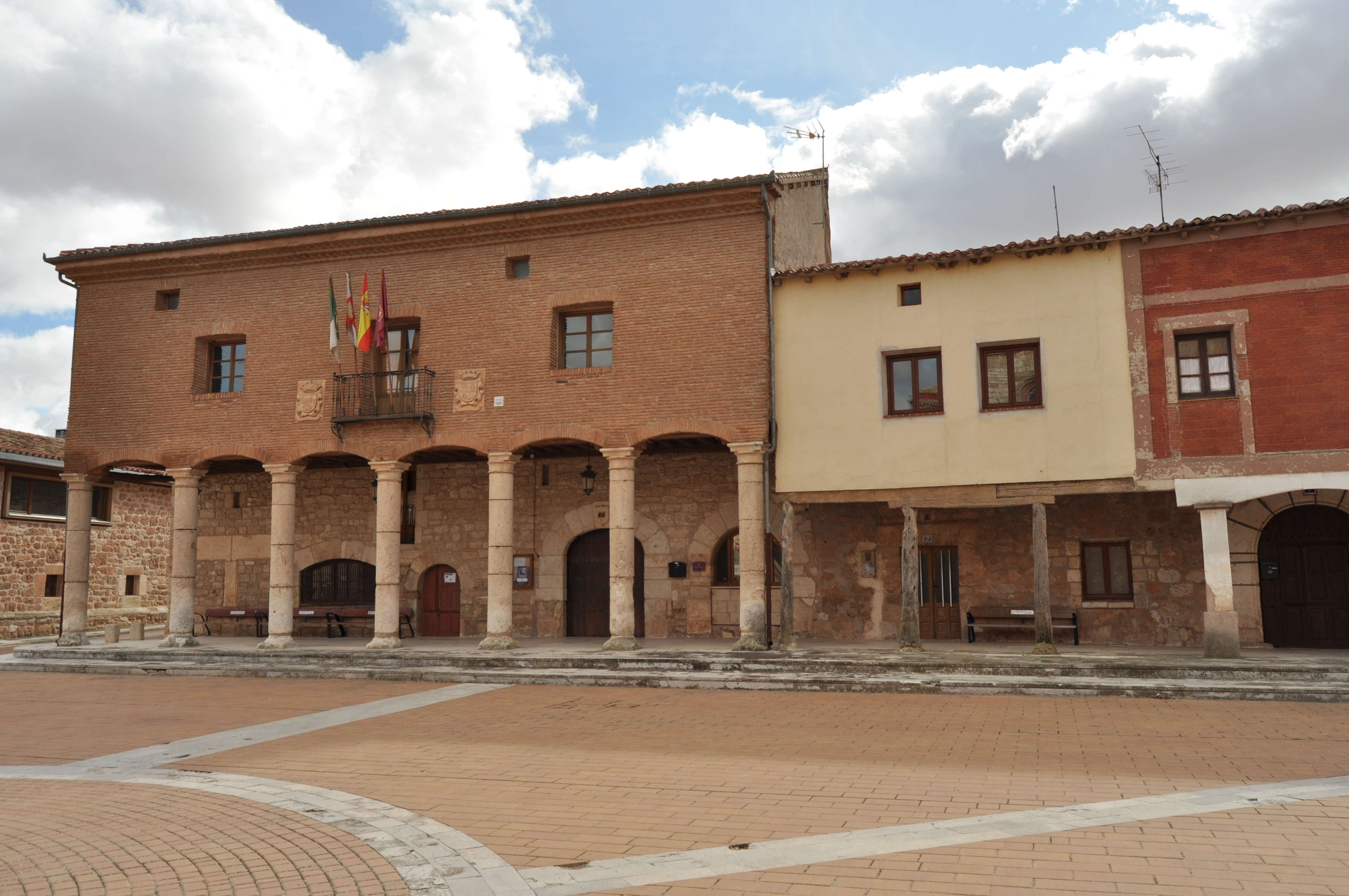
Casa consistorial

Esa superficie tiene la siguiente distribución (superficie en ha): 

Tierras de cultivo	3.007; Prados y pastizales	5; Terreno forestal	120; Otras superficies	223; Total	3.355.

 En él se cultiva mayoritariamente el cereal (52,93 %), según estos datos (superficie en ha): 

Trigo	590; Cebada	1.002; Veza	101; Girasol	635; Alfalfa	1; Esparceta	12; Otros	666; Total	3.007.

En cuanto al censo ganadero, solamente contamos con datos del ganado bovino, ovino y del porcino, aunque algún vecino sigue sustentando algunas aves de corral. No existe ya ganado de equino ni de caprino, ni de mular ni de asnal. 
La estructura económica es, pues, agrícola y ganadera, labores a las que se dedica la mayor parte de la población ocupada, unas 30 personas, mientras que exactamente la otra mitad se dedican a otros sectores económicos productivos. El equipamiento comunitario es bueno; si bien hoy Mahamud carece de Escuela, de Párroco titular y de Médico residente, consta de un moderno consultorio dependiente de la zona básica de salud de Pampliega y de instalaciones y grupos asociativos diversos y muy activos. También disfruta de una renovada red de abastecimiento de aguas y, por tanto, de saneamiento, teléfono y alumbrado público; la línea de autobús funciona todos los días de la semana, excepto los fines de semana.
Digamos, para ya finalizar, que para acercarse a Mahamud desde Burgos se pueden seguir dos itinerarios distintos. Mientras el primero sigue la Autovía de Castilla, N-620, hasta la salida de Villaquirán de los Infantes y se desvía por una carretera que antes pasa por Pampliega y Santa María del Campo; el segundo, parte de la ciudad por la carretera de Arcos de la Llana, y tras dejar atrás esta localidad, Villanueva Matamala, Pedrosa de Muñó, Presencio y Ciadoncha alcanzar un cruce que hacia la derecha conduce a Santa María del Campo y hacia la izquierda a Mahamud. Desde Lerma, en la autovía A-1, es preciso tomar la N-622, carretera de Quintana del Puente, que por Tordómar enfila hacia Villahoz; desde aquí, por una carretera local que, con dirección a Santa María del Campo, pasa junto a Mahamud bajo el nombre de Avenida de Castilla.

### Evolución de la deuda viva
El concepto de deuda viva contempla sólo las deudas con cajas y bancos relativas a créditos financieros, valores de renta fija y préstamos o créditos transferidos a terceros, excluyéndose, por tanto, la deuda comercial.
Entre los años 2008 a 2014 este ayuntamiento no ha tenido deuda viva.

## Historia
Al sudoeste de Burgos, y en la vieja calzada romana que enlazaba Clunia con Cantabria, se levantó el caserío que sería con el tiempo escenario de algunos relevantes episodios de la historia de España: Mahamud.
Sus orígenes se hunden en la más total oscuridad; ni las crónicas ni la documentación han dejado la fecha singular y precisa de este asentamiento; pero a pesar de este silencio, al menos su nombre, Mahamud, de raíz árabe, demuestra que la villa nació en el ambiente de la repoblación altomedieval.
Con todo, la primera noticia documental de la localidad data del año 1148; es un documento del emperador Alfonso VII, del 12 de marzo, por el que dona a Diego Fernández de Buniel la villa de Bayona con todas sus pertenencias y efectos. En el mismo diploma se describe la situación de este despoblado en el campo de Muñó, sito entre Mahamud, Escobar y Madrigal de Escobar lo que indica que Mahamud aparece ya integrado en el alfoz de Campo de Muñó. 
La explicación de esta aparición relativamente tardía de Mahamud en los fastos de la historia se halla en la inexistencia de centros monásticos en sus contornos, que pudieran conservar masas documentales de los siglos X y XI al estilo de Oña, Arlanza, Silos y Cardeña; tampoco se dan esas colecciones diplomáticas abundantes en las vecinas tierras palentinas, si bien la segunda mención que conocemos de Mahamud proceda precisamente de un monasterio palentino, el premostratense de Aguilar de Campoo, gracias a una permuta que realiza su abad en 1148. 
Fuera de esas dichas menciones, nada más se sabe de la villa hasta los años treinta del siglo XIII, y es con ocasión del nacimiento del infante Manuel (1234-1284), cuyo hijo, don Juan Manuel, cuenta en una de sus obras cómo una vez nacido su padre, a la sazón último vástago de Fernando III y de Beatriz de Suabia, el monarca

[...] dio este infante don Manuel a don Pero López de Ayala et él criólo en Panpliga et en el Villalmunnó, que es agora yerma, et en Mayamud, et en esos lugares de Can de Munnó, do avía él grant algo.

Por el Libro Becerro de las Behetrías, elaborado a mediados de 1352, que anota todos los lugares poblados y despoblados de Castilla, de cuáles eran sus señores y de los derechos que a éstos y al rey correspondían en cada lugar, consta que: 

[...] este logar es behetría e es de Pero Royz Carriello [...]

 o sea, un pueblo libre que tenía la propiedad de su suelo y que abonaba cierta cantidad en especie o en dinero a un determinado caballero que era el señor o encomendero de la behetría para que le protegiese, y otras cantidades menores a otros caballeros, vinculados directa o indirectamente con el señor, que contaban a su vez con divisas en este lugar, sito en la merindad llamada de Candemuñó. 
Si en 1352 era señor don Pedro Ruiz Carrillo, hacia 1387 aparece como encomendero Juan Hurtado de Mendoza, que:

fue un onrrado cavallero e ayo del rey don Enrrique el terçero […]. Fue onbre de muy buen cuerpo e gesto muy linpio e bien guarnido, así que aun en su vejez en persona e atavío pareçíe bien ser cavallero. Fue cuerdo e de buenas maneras. En fecho de armas non oí d’ él ninguna obra señalada nin mengua alguna. Murió en Madrid, en edad de setenta e çinco años [...]

 en 1426, lo que significa que ejerció su encomienda sobre la localidad hasta aquel año.
Desde el punto de vista eclesiástico, Mahamud pertenecía, y aún pertenece, al Obispado de Burgos, formando parte del Arcedianato de Lara y del arciprestazgo de Villahoz, dos de las circunscripciones menores en que se hallaba dividida esta diócesis en la Edad Media. En el elenco de los préstamos de la mitra burgense, datado entre los años 1247 y 1257, el préstamo de Mahamud está tasado en 95 maravedís de oro o su equivalente a 950 corderos añales, a diez corderos añales por un maravedí.
Respecto a la situación jurídica de Mahamud en aquel año de 1426 en que fallece don Juan Hurtado de Mendoza, era la de una villa de por sí, con jurisdicción propia y separada ya de Muñó, y cuya importancia política, aunada con un temperamento artístico patente en la erección de la hermosa iglesia parroquial de San Miguel, contempló con asombro, ochenta y un años después de aquel óbito, un extraño episodio guiado por la más enloquecida imaginación.
El 20 de diciembre de 1506, la reina doña Juana sacó de la cartuja de Miraflores los restos de su esposo Felipe, el Hermoso, llevándolos en macabra peregrinación de noches interminables a través del paisaje invernal de los campos de Castilla, deteniéndose sólo en pequeños lugares y haciendo guardar el cadáver con guardias armados y prohibiendo que se acercara a él ninguna mujer, increíble prolongación del estado de celos, manifiesto indicio de su pérdida de la razón.
La reina, tras haber pernoctado en Torquemada y Hornillos del Cerrato durante el invierno de 1506 a 1507, había llegado a Santa María del Campo, procedente de Tórtoles de Esgueva, en la alborada del día 2 de septiembre de 1507, donde acompañada del fúnebre carro y de su padre Fernando, el Católico, recién llegado de Italia, permaneció todo el mes.
Como don Fernando había traído de Roma el capelo cardenalicio para Cisneros, conseguido por negociación directa del Rey con el papa Julio II, uno de sus primeros actos oficiales como Gobernador de Castilla fue el promover la investidura del nuevo cardenal del título de Santa Balbina en Santa María. Pero se impuso la cerrazón de doña Juana, reina propietaria de Castilla, y la ceremonia hubo de celebrarse en nuestra villa de Mahamud, alegando que aquel acto en Santa María había de ser de mucho placer y que el cuerpo de su marido no requería más que lloro y tristeza.

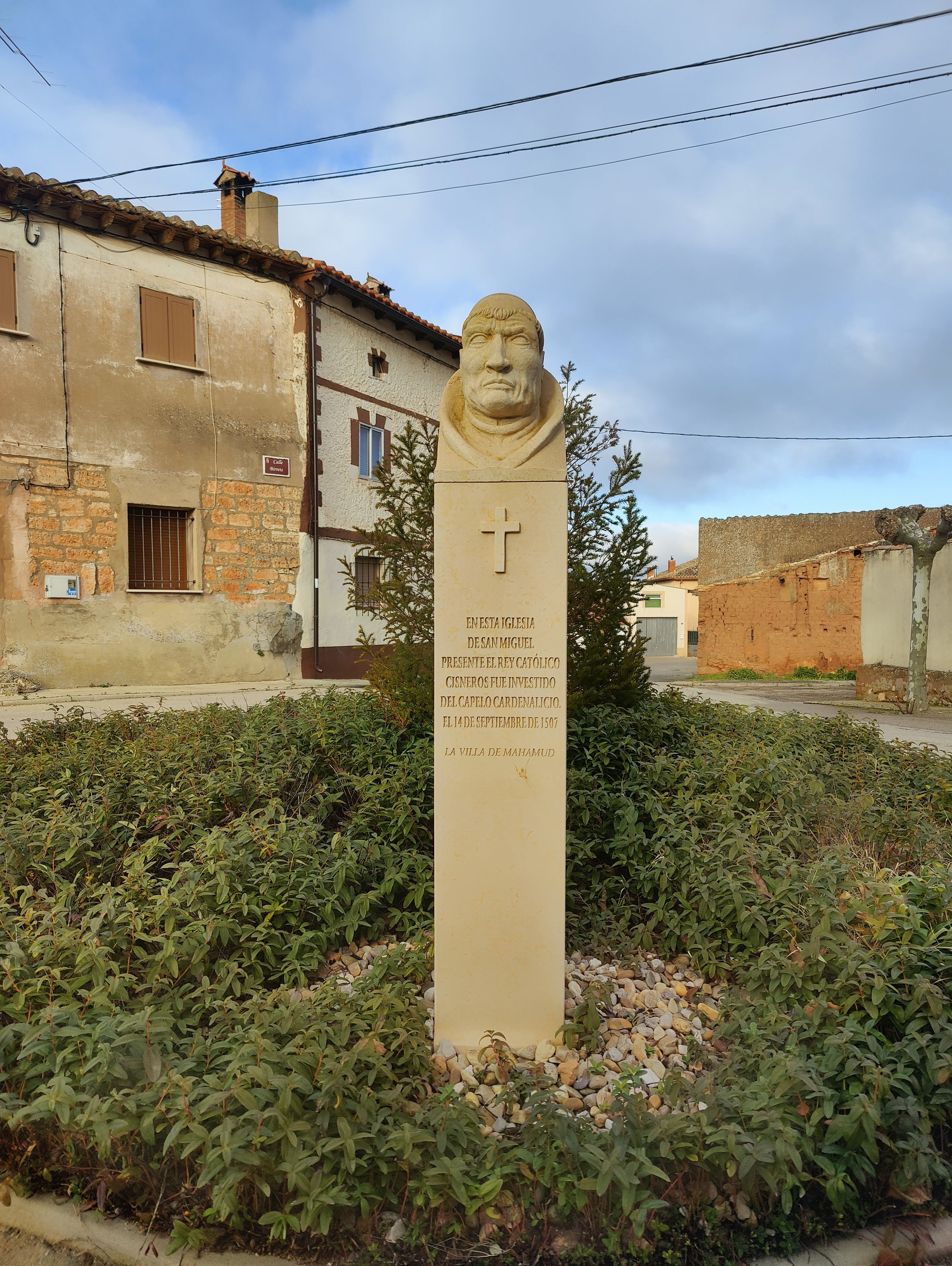

Y a Mahamud, cuya iglesia de San Miguel aparecía decorada con las tapicerías de la reina para aquella ocasión, fueron el rey Fernando y la corte de grandes y dignatarios, entre los que destacaba la presencia de Juan Rufo, obispo de Bertinoro, nuncio del papa Julio II en los reinos de España.
He aquí cómo Alonso de Santa Cruz nos narra este episodio histórico en su crónica:

Estando Sus Altezas en este lugar de Santa María del Campo, le fue traído el capelo de cardenal de Santa Balbina al arçobispo don Fray Francisco Jiménez, al qual enbió a mandar el Papa Julio Segundo que le recibiese. Y la Reina no consintió que se lo diesen en la yglesia de aquel lugar, por estar allí el cuerpo del rey don Felipe, diciendo que aquel acto avía de ser mucho placer, y que el cuerpo del Rey que estaba en la yglesia no requería sino mucho lloro y tristeza. Y a esta causa lo fue a recebir a un lugar allí muy cerca, dicho Mahamud, estando presente el rey don Fernando. Donde lo recibió con mucha solemnidad.

Algún detalle añade el humanista italiano Pedro Mártir de Anglería, testigo ocular de la ceremonia, en su carta dirigida al conde de Tendilla de 3 de octubre de 1507:

Tardía es esta carta, porque tarde se presentó un mensajero. Ahí llevas lo que ocurre: Las mismas guardias ante el cadáver del Rey [Felipe] y las mismas ceremonias eclesiásticas, como si acabara de fallecer. Ha prohibido la Reina que allí se le imponga al Arzobispo de Toledo el capelo que ha traído consigo el Rey [Fernando]. Ha mandado retirar de la corte los tapices y todos los adornos, alegando que no es conveniente celebrar fiestas y regocijos donde tiene encerrado a su marido para llorarle. A doce estadios de distancia existe otro pueblecillo, por nombre Mahamud. En su iglesia, presente el Rey, según mandato del Papa Julio II, el Arzobispo de Toledo fue investido del capelo cardenalicio el día 23 de septiembre, con la solemnidad de costumbre.

 También se hace eco de esta efeméride el humanista Hernando Alonso de Herrera, que, en escrito dirigido al mismo Cisneros en 1517, le dice:

[...] os fue dado, sin pedirlo, el cardenaladgo, rodeando Dios que fuese en el día de la exaltación de la cruz y en la villa de Mahamud, dando a entender que aviades de ensalçar la vandera de Dios contra la gente non sancta que sigue a Mahoma, como dende a poco se començó a hazer quando Dios os dio en las manos a Orán.

 Y no difiere de tal testimonio Pedro de Aranda Quintanilla y Mendoza, por asegurar, en 1653, que 

A dos de Setienbre llegó el Capelo a Santa María del Campo para: el Santo Primado Don Fr. Francisco Ximénez de Cisneros, dice Garibay: y las solenidades se hizieron en vn lugar llamado Mahamud, a 14 día de la Exaltación de la Cruz, en presencia de toda la Corte, y sus Magestades, corrió este solemne aparato por cuenta del Rey Católico, y embió para que le diera el Capelo al sieruo de Dios, y hiziesse las ceremonias por Don Iuan Rufo Nuncio en España por Iulio Segundo, que estaua en Palencia: la fiesta fue de las grandes que tuuo nuestra nación, y huuo baticineo, de que auía de ir contra Mahoma, por auerse celebrado en Mahamud.

Una tradición antigua, cuya autenticidad no se podría demostrar, nos asegura que, a semejanza de las corridas de toros que tuvieron lugar en Benavente, como muestra el óleo sobre lienzo del año 1506 del castillo de La Follie en Ecaussines (Bélgica), también las hubo en Mahamud por esas mismas fechas y que probablemente se realizaron con motivo del acontecimiento de las fiestas que acompañaron la imposición del capello. Y sin duda, por este motivo, por la corrupción de la palabra birrete que se impuso a Cisneros, se llama a los naturales de Mahamud con el nombre de “gorretes”, aunque también se les dice: Gorretes, que vendisteis a Cristo por un zoquete, por vender a bajo precio el Santo Cristo con la granja de Villahizán.
Un siglo más tarde, en 1608, por cuenta de la recompensa que los Reyes Católicos prometieron a sus agüelos por el estado que les ocupó el rey don Juan, el rey Felipe III vendió el 25 de marzo a su valido, el duque de Lerma, el señorío jurisdiccional con carácter hereditario sobre Mahamud en la cantidad de 5 480 000 maravedís, a 17 400 aproximadamente por cada uno de sus 315 vecinos. Esta venta convertía a Lerma y a sus sucesores en señores dotados de autoridad pública sobre el territorio y los habitantes de la villa.
El daño que la disposición regia supuso para Mahamud, a pesar de tratarse de un núcleo con población crecida, que bien pudo librarse de esta venta, se puede calcular por la reacción hostil de otros pueblos afectados por tal decisión. Así, en la cercana Santa María, los vecinos quitaron las armas de su Excelencia de la puerta de la villa, y volvieron a poner las de S. M.; en Torquemada (Palencia) ensuciaron las que había puesto el nuevo señor, y en Tudela de Duero (Valladolid) hubo pesquisas sobre los pasquines puestos contra el de Lerma. 
El Valido no tuvo muchas consideraciones puesto que el 22 de noviembre de aquel año otorgó poder a favor del abad que es o fuere de la Santa iglesia colegial de Lerma, y en su ausencia o sede vacante al doctor Pedro Vázquez Marín, estante en la dicha villa, para que en su nombre pudieran 

elexir y confirmar los alcaldes y regidores y demás oficiales del concexo de las nóminas de personas dobladas que ante ellos se presentaren de las villas de Santa María del Campo, Mamud, Presencio y Torquemada, y pudiera darles y les dé en mi nombre comisión en bastante y cumplida forma para el vso y exercicio de los dichos oficios.

De este modo entró Mahamud y su tierra en el patrimonio de los Duques de Lerma; el mismo año de 1608, don Francisco Gómez de Sandoval y Rojas incorporaba esta villa al mayorazgo principal de la Casa ducal de Lerma. Como propiedad mayorazga de sus descendientes, los Duques de Medinaceli, figuraba todavía en el Diccionario Geográfico Universal que comprehende la descripción de las quatro partes del Mundo; y de las Naciones, Imperios, Reynos, Repúblicas, y otros Estados, Provincias, Territorios, Ciudades, Villas y Lugares memorables, publicado en Madrid el año 1795 por el erudito Antonio Vegas.
Efectivamente en esta obra, en el tomo cuarto, en la página 157 en la Provincia y Corregimiento de Burgos, partido de Can de Muñó sigue figurando nuestra localidad con la categoría de villa, en régimen de Señorío secular, que pertenece al Duque de Medina-Cœli, quien nombra Alcaldes Ordinarios. Sólo la supresión del régimen señorial por las Cortes de Cádiz el 6 de agosto de 1811, supresión que fue ratificada por Real Cédula de Fernando VII del 15 de septiembre de 1814 en lo referente a los señoríos jurisdiccionales como el que ejercía el duque de Medinaceli en Mahamud, pondrá fin a la jurisdicción que los sucesores del primer duque de Lerma venían ejerciendo en esta villa desde el año 1608
Ya como Ayuntamiento moderno aparece Mahamud en el Diccionario Madoz como una 

villa con ayuntamiento en la provincia, diócesis, audiencia territorial y capitanía general de Burgos (6 leguas), partido judicial de Lerma (4 leguas). Situada en un llano con cielo muy despejado y clima saludable; está bien ventilada especialmente por el viento norte que es el que reina con más frecuencia, y las enfermedades que de ordinario se padecen, son las tercianas y gástricas.

Tiene 200 casas con la consistorial que sirve también de cárcel, en general de mala construcción; un pósito; una escuela de primera educación concurrida por 55 niños y 15 niñas, cuyo maestro está dotado con 1.400 reales pagados de los fondos de propios y por retribución de los vecinos; una fuente a 200 pasos de la población con varios pozos en ésta, de cuyas aguas son de excelente calidad, se surten los vecinos para beber y demás usos; una iglesia parroquial matriz (San Miguel) servida por un cura párroco, un beneficiado, un medio racionero, un organista y un sacristán, cuyo edificio en su interior es magnífico y de una arquitectura de orden gótico; un cementerio pequeño y perjudicial a la salubridad pública; y finalmente una ermita (Nuestra Señora de Báscones) a distancia de ½ leguas noreste del pueblo.
Confina el término norte Ciadoncha; este Villahoz y Villahizán; sur Santa María del Campo, y oeste Santa María: comprende el despoblado de Báscones, donde se halla la citada ermita con unas cuantas casas medio arruinadas. El terreno es secano, tenaz, árido y en general de muy buena clase. Caminos: hay el real de herradura que dirige a la ribera del Duero. La correspondencia se recibe de Lerma y Pampliega por los mismos interesados.
Producción: trigo, centeno, cebada, avena, titos y lentejas: cría ganado lanar y caza de perdices y liebres. Industria: la agrícola: se extrae algo de grano y se importa vino y aceite. Todos los martes de los meses de mayo y junio se celebra una feria de ganado lanar.

Población: 149 vecinos, 597 almas. Capital producido: 3.154,310 reales. Impuestos: 302,840. Contribución: 14.228 reales, 10 maravedís. El presupuesto municipal asciende a 8.000 reales y se cubre con los productos de propios por reparto vecinal.

Un siglo más tarde, por los años de la concentración parcelaria (1955-1960), don Celedonio Aparicio Adrián, a la sazón secretario del Ayuntamiento de Mahamud, describía así a nuestra localidad en el tomo doce del Diccionario geográfico de España, publicado en 1960:

Mahamud. Municipio y villa de Burgos, partido judicial de Lerma, a 42 kilómetros de la capital y 20 de la capital del partido. Estación de ferrocarril más próxima Villaquirán, a 13 kilómetros. 829 metros de altitud. Extensión, 33,48 kilómetros cuadrados. 42º 07’ 10’’ norte y 0º 15’ 09’’ oeste. Hoja 275.

El terreno es llano en casi su totalidad. De sur a norte la atraviesa el arroyo del Aguanal. El agua para beber procede de pozos. El pinar ocupa 85 hectáreas. Caza menor.
Toda la tierra cultivable es de secano. Se destinan 84 hectáreas a trigo, 300 a cebada, 125 a avena, 175 a yeros, 170 a esparceta y 130 a viñedo. Los índices de producción por hectárea son: trigo, 10 quintales métricos; cebada, 12; avena, 8, y yeros, 12. La producción media anual del viñedo alcanza 225.000 litros. Ganadería: 22 cabezas de ganado vacuno, 56 de caballar, 111 de mular, 24 de asnal, 1.571 de lanar, 10 de cabrío, 71 de cerda, 5.000 gallinas y 20 colmenas. La industria cuenta con un molino y dos tahonas. Carretera a Santa María del Campo, donde enlaza con la de Burgos a Roa; servicio de coches de línea con la capital, la capital de partido y Villaquirán de los Infantes. Cartería.

La población es de 631 habitantes; tiende a aumentar a pesar de la emigración. Consta el pueblo de 159 edificaciones destinadas a vivienda y cinco a otros usos, en compacto, y una vivienda, una a otro uso y 22 cuevas y chozas diseminado; el precio del metro cuadrado de terreno edificable es de 6 pesetas, y el de una casa de tipo medio 25.000. En la iglesia de la villa fue impuesto, en el año 1507, el capelo cardenalicio a fray Francisco Jiménez de Cisneros; se conservan documentos del siglo XIV. La iglesia parroquial tiene un retablo del siglo XVI; la ermita de Nuestra Señora de Báscones data del siglo XIV. Fiestas el 29 de septiembre. Desde 1940 se han construido escuelas, viviendas para los maestros, lavaderos y abrevaderos, y se ha instalado el teléfono. Hay dos escuelas. Médico. Un párroco.

## Demografía
Mahamud cuenta con una población de 105 habitantes (INE 2024).
| Gráfica de evolución demográfica de Mahamud entre 1842 y 2021                                                         |
| |
| Población de derecho según los censos de población del INE. Población de hecho según los censos de población del INE. |

## Cultura

### Patrimonio
- Iglesia parroquial de San Miguel. Declarada bien de interés cultural en 1983.
- Rollo de Justicia en la plaza Mayor.

### Refranero local
Gorretes, porque ya hemos visto que en su iglesia parroquial le fue impuesta la gorra o birrete cardenalicio al Arzobispo Jiménez de Cisneros, por estar a la sazón de luto la Corte en la próxima villa de Santa María del Campo (septiembre de 1507).
Se les dice a los de este pueblo:

Gorretes, que vendisteis a Cristo por un zoquete:

porque vendieron, en 1765, por 667.000 reales, el Santo Cristo y despoblado de Villahizán.

### Rutas
Mahamud está situada en la ruta más corta entre los lugares santos de Caravaca de la Cruz y Santo Toribio de Liébana.